# Cantón de Azay-le-Rideau
El cantón de Azay-le-Rideau era una división administrativa francesa, que estaba situada en el departamento de Indre y Loira y la región de Centro-Valle de Loira.

## Composición
El cantón estaba formado por doce comunas:
- Azay-le-Rideau
- Bréhémont
- Cheillé
- La Chapelle-aux-Naux
- Lignières-de-Touraine
- Rigny-Ussé
- Rivarennes
- Saché
- Saint-Benoît-la-Forêt
- Thilouze
- Vallères
- Villaines-les-Rochers

## Supresión del cantón de Azay-le-Rideau
En aplicación del Decreto nº 2014-179 de 18 de febrero de 2014, el cantón de Azay-le-Rideau fue suprimido el 22 de marzo de 2015 y sus 12 comunas pasaron a formar parte del nuevo cantón de Chinon.